# Hodorivka, Cervonoarmiisk
Hodorivka (în ucraineană Ходорівка) este un sat în comuna Tetirka din raionul Cervonoarmiisk, regiunea Jîtomîr, Ucraina.

## Demografie
Componența lingvistică a localității Hodorivka
     Ucraineană (97,25%)
     Rusă (1,83%)
Conform recensământului din 2001, majoritatea populației localității Hodorivka era vorbitoare de ucraineană (97,25%), existând în minoritate și vorbitori de rusă (1,83%).